# Elezioni presidenziali nella Repubblica Serba di Bosnia ed Erzegovina del 2007
Le elezioni presidenziali nella Repubblica Serba di Bosnia ed Erzegovina del 2007 si tennero il 9 dicembre.
Indette in seguito alla morte del presidente in carica Milan Jelić, le consultazioni videro la vittoria di Rajko Kuzmanović, espressione dell'Alleanza dei Socialdemocratici Indipendenti.

## Risultati
| Candidati        | Partiti                                           | Voti    | %     |
| ---------------- | ------------------------------------------------- | ------- | ----- |
| Rajko Kuzmanović | Alleanza dei Socialdemocratici Indipendenti       | 169 863 | 41,33 |
| Ognjen Tadić     | Partito Democratico Serbo                         | 142 898 | 34,77 |
| Mladen Ivanić    | Partito del Progresso Democratico                 | 69 522  | 16,91 |
| Slobodan Popović | Partito Socialdemocratico di Bosnia ed Erzegovina | 8 659   | 2,11  |
| Mirko Blagojević | Partito Radicale Serbo "Dr Vojislav Šešelj"       | 7 526   | 1,83  |
| Nedžad Delić     | Partito Democratico dei Disabili                  | 4 499   | 1,09  |
| Krsto Jandrić    | Partito Democratico Nazionale                     | 3 945   | 0,96  |
| Anton Josipović  | Partito Popolare del Lavoro per il Progresso      | 2 529   | 0,62  |
| Dragan Đokanović | Indipendente                                      | 849     | 0,21  |
| Nikola Lazarević | Partito Ecologico E5                              | 733     | 0,18  |
| Totale           | Totale                                            | 411 023 | 100   |